# RD-810
RD-810 (РД-810)はウクライナ製の液体酸素とケロシン(RG-1)を二段燃焼サイクルで燃焼する液体燃料ロケットエンジン

## 概要
単一の燃焼室を備え、ジンバルでノズルを2軸で+/- 8°傾ける事による推力偏向を備える。ウクライナのユージュノエ設計局でMayakロケットシリーズの1段目の推進のために設計された
RD-810ならびにRD-801の研究に基づいて設計されているRD-8バーニアとの維持・向上RD-120エンジン。RD-810はMayak上で単独で使用することも
RD-810はRD-801と同様にRD-8バーニアエンジンの開発を基に設計されたRD-120エンジンの改良型である。RD-810は単独でMayakで使用したり、RD-810Mと呼ばれる4基をまとめる仕様でゼニットで使用されるRD-170を置き換えることもできる。
ユージュノエで開発されたロケットエンジンはハイパーゴリック推進剤を使用する機種が多いが、この機種では液体酸素とケロシン(RG-1)を推進剤として使用する。